# Ikotos
Ikotos é uma cidade no estado de Equatória Oriental, Sudão do Sul. A cidade é sede do Condado de Ikotos. O município abriga grande parte do povo Lango, com uma população total de 25000 a 30000 pessoas, que falam dialetos a linguagem Lotuko.